# Любимовское муниципальное образование
Любимовское муниципальное образование — сельское поселение в Советском районе Саратовской области Российской Федерации.
Административный центр — село Любимово.

## История
Статус и границы сельского поселения установлены Законом Саратовской области от 29 декабря 2004 года N 119-ЗСО «О муниципальных образованиях, входящих в состав Советского муниципального района».

## Население
| 2010  | 2011  | 2012  | 2013  | 2014  | 2015  | 2016  |
| ----- | ----- | ----- | ----- | ----- | ----- | ----- |
| 1168  | ↘1167 | ↗1171 | ↘1161 | ↘1149 | ↘1120 | ↗1121 |
| 2017  | 2018  | 2019  | 2020  | 2021  |       |       |
| ↘1103 | ↘1071 | ↘1059 | ↘1036 | ↘954  |       |       |

## Состав сельского поселения
| № | Населённый пункт | Тип населённого пункта       | Население |
| - | ---------------- | ---------------------------- | --------- |
| 1 | Белополье        | село                         | ↘125      |
| 2 | Любимово         | село, административный центр | ↘1043     |
| 3 | Чкалово          | село                         | ↘0        |